# Vlastimil Čabla
Vlastimil Čabla (ur. 3 lutego 1986 w Kromieryżu) – czeski wioślarz.

## Osiągnięcia
- Mistrzostwa Świata U-23 – Amsterdam 2005 – jedynka wagi lekkiej – 20. miejsce[1].
- Mistrzostwa Świata U-23 – Hazewinkel 2006 – jedynka wagi lekkiej – 19. miejsce[1].
- Mistrzostwa Świata – Monachium 2007 – czwórka bez sternika wagi lekkiej – 15. miejsce[1].
- Mistrzostwa Europy – Poznań 2007 – czwórka bez sternika wagi lekkiej – 5. miejsce[1].
- Mistrzostwa Europy – Ateny 2008 – czwórka bez sternika wagi lekkiej – 3. miejsce[1].
- Mistrzostwa Świata – Linz 2008 – dwójka bez sternika wagi lekkiej – 15. miejsce[1].
- Mistrzostwa Świata – Poznań 2009 – dwójka bez sternika wagi lekkiej – 7. miejsce[1].
- Mistrzostwa Europy – Brześć 2009 – dwójka podwójna wagi lekkiej – 11. miejsce[1].